# مقاطعة كروك (أوريغون)
مقاطعة كروك (بالإنجليزية: Crook County)‏ هي واحدة من 36 مقاطعة في ولاية أوريغون الأمريكية. بلف عدد السكان 20,978 نسمة حسب تعداد 2010. مقر المقاطعة هي بلدة برينفيل. سميت المقاطعة على جورج كروك، وهو ضابط بالجيش الأمريكي خدم في الحرب الأهلية الأمريكية والعديد من الحروب الهندية.
تضم مقاطعة كروك منطقة برينفيل، أو منطقة براينفيل الإحصائية، والتي يتم إدخالها في منطقة بيند - برينفيل الإحصائية المجمعة.